# Nikolaus Petrilowitsch
Nikolaus Petrilowitsch (* 30. Oktober 1924 in Heideschütz, Banat; † 29. Juli 1970 in Mainz) war ein deutscher Psychiater.

## Leben
1957 habilitierte sich Petrilowitsch bei Heinrich Kranz in Mainz, 1964 bis 1970 war er außerplanmäßiger Professor und Oberarzt in Mainz. Er starb infolge eines Anschlags durch einen Patienten.

## Leistungen
Petrilowitsch hat einen ganzheitspsychologischen Ansatz gemeinsam mit Werner Janzarik unternommen und aufgestellt. Dieser kommt in die Nähe von umfassenden psychologischen, wenn nicht anthropologischen Konzepten. Er ist als Ergänzung zu dem bis dahin geltenden, auf Erlebnisqualitäten aufgebauten Zugang zur Psychopathologie von Karl Jaspers zu bewerten. Petrilowitsch entwickelte diesen Ansatz bei abnormen Persönlichkeiten, Janzarik bei endogenen Psychosen.

## Werke
- Beiträge zur Strukturpsychopathologie. 1958
- Abnorme Persönlichkeiten. 1960
- Beiträge zur vergleichenden Psychiatrie. 1967; als Herausgeber